# 密西西比州第一國會選區
密西西比州第一國會選區是美国密西西比州的四個國會選區之一，當前眾議員為民主黨的特倫特·凱利。